# Корнеліс ван Пуленбург
Корнеліс ван Пуленбург (нід. Cornelis van Poelenburgh; 1595, Утрехт — 12 серпня, 1667, Утрехт) — голландський художник-пейзажист першої половини XVII ст.

## Життєпис
Місто народження Корнеліса залишилось невідомим. За традицією його вважають уродженцем міста Утрехт, позаяк в архіві знайдений документ, згідно якого батько Симон ван Пуленбург, католик за віросповідуванням, утримував сина шести років у місті Утрехт.
Художні навички отримав і удосконалив в майстерні художника Абрагама Блумарта (1566—1651). Перші збережені картини, що перевірені в XX ст, підписані і датовані художником у 1620 р.
Мав слабкий художній темперамент, тому співпрацював з іншими майстрами та помічниками власної майстерні. 1617 року відбув у Італію і працював в місті Рим в період 1617—1622 років. Мав суттєві впливи від творчості і знахідок художника Адама Ельсгаймера (1578—1610), німця за походженням, котрий помер раніше до прибуття у Рим Корнеліса. Був членом товариства неіталійських художників «Перелітні птахи». В період 1624—1626 років Корнеліс ван Пуленбург працював у місті Флоренція. 1627 року відбув в місто Утрехт.
Відомо, що співпрацював з Яном Ботом, художником помітно більшого обдарування.
1637 року його викликали у Лондон, де він виконав декілька замовлень, серед них і маленькі картини з пейзажами для декорування кабінету короля Англії Карла І.
Останні роки життя мешкав в місті Утрехт, де і помер. Брав учнів, але всі вони залишились другорядними голландськими художниками. Серед них —
- Дірк ван дер Ліссе (1607—1669)
- Франс Вервілт (1623—1691)
- Даніель Вертанген (1601—1683)
- Ян ван Генсберген (1642—1705)

Корнеліса ван Пуленбурга згадав у власному творі історіограф Арнольд Гаубракен.

## Вибрані твори

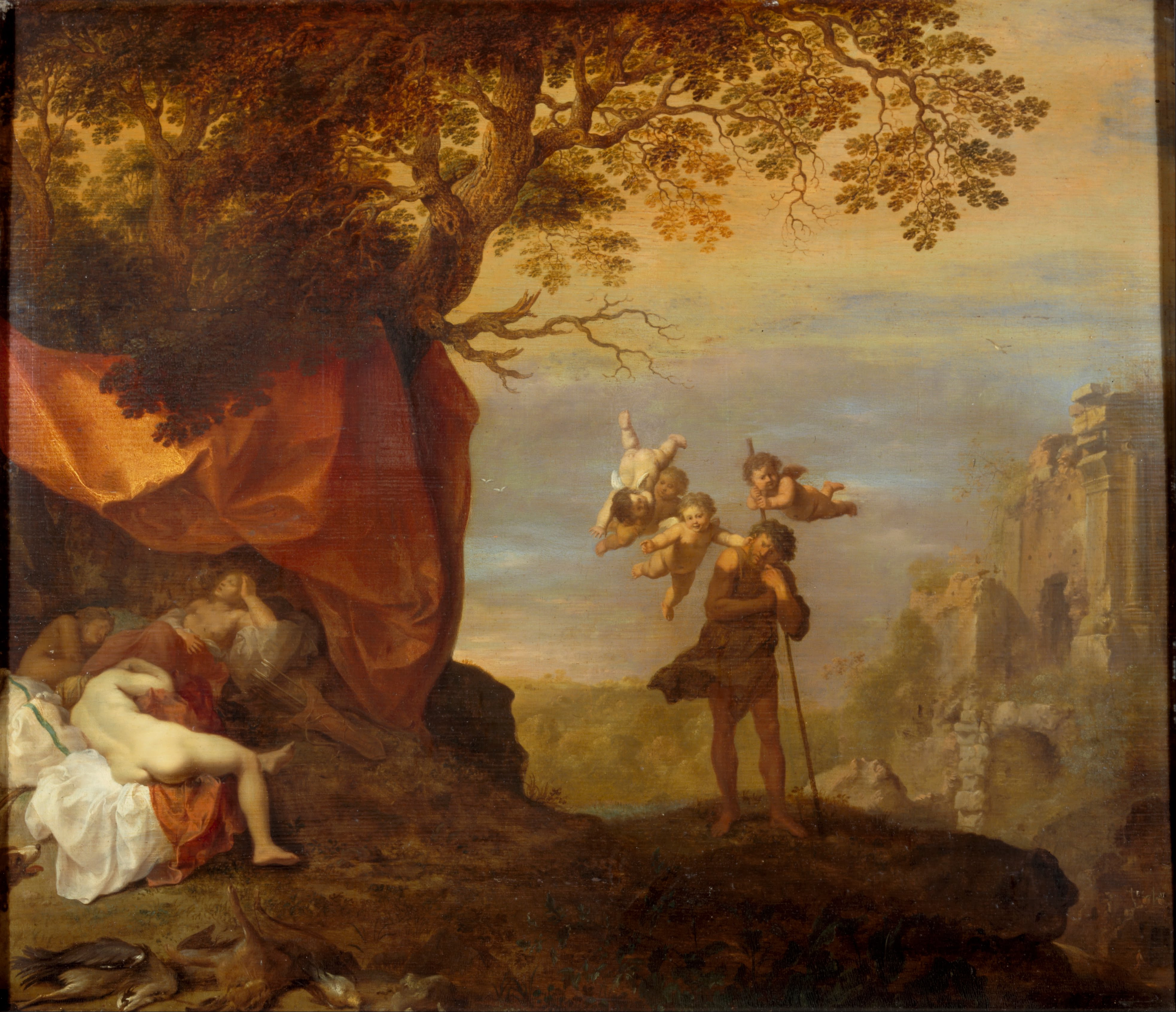
«Кимон і Іфігенія», до 1640 р., Центральний музей, Утрехт

- «Пейзаж з вигнанням Адама і Єви з рая», Державний музей, Амстердам
- «Міфологічний портрет дівчинки як Флори», приватна збірка
- «Купання», Державний музей, Амстердам
- «Пейзаж з вакхічною сценкою», 1651
- «Пейзаж з купанням німф на тлі з руїнами», бл. 1650
- «Руїни на форумі в Римі», бл. 1620, Лувр, Париж
- «Кимон і Іфігенія», до 1640 р., Центральний музей, Утрехт
- «Скелястий пейзаж з міфологічними персонажами і сплячим собакою»
- «Музичне змагання між Аполлоном і Марсієм»
- «Пейзаж зі сценою мучеництва Св. Стефана», до 1603 р., Г'юстон, США
- «Аркадський пейзаж», Національний музей мистецтв імені Богдана та Варвари Ханенків, Київ

## Галерея обраних творів

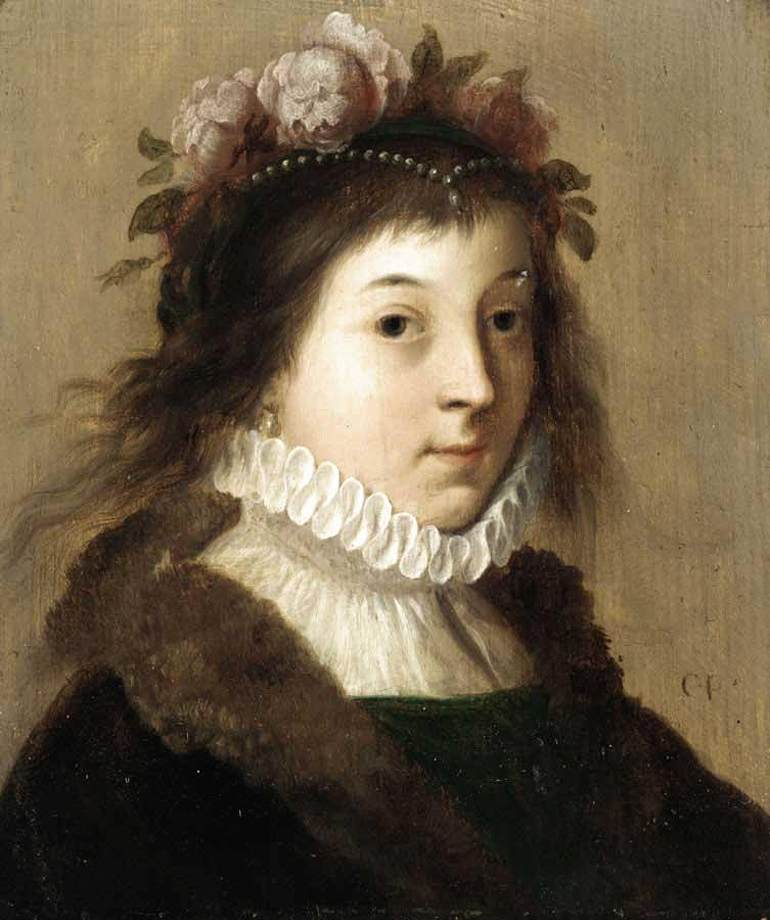
«Міфологічний портрет дівчинки як Флори», приватна збірка.

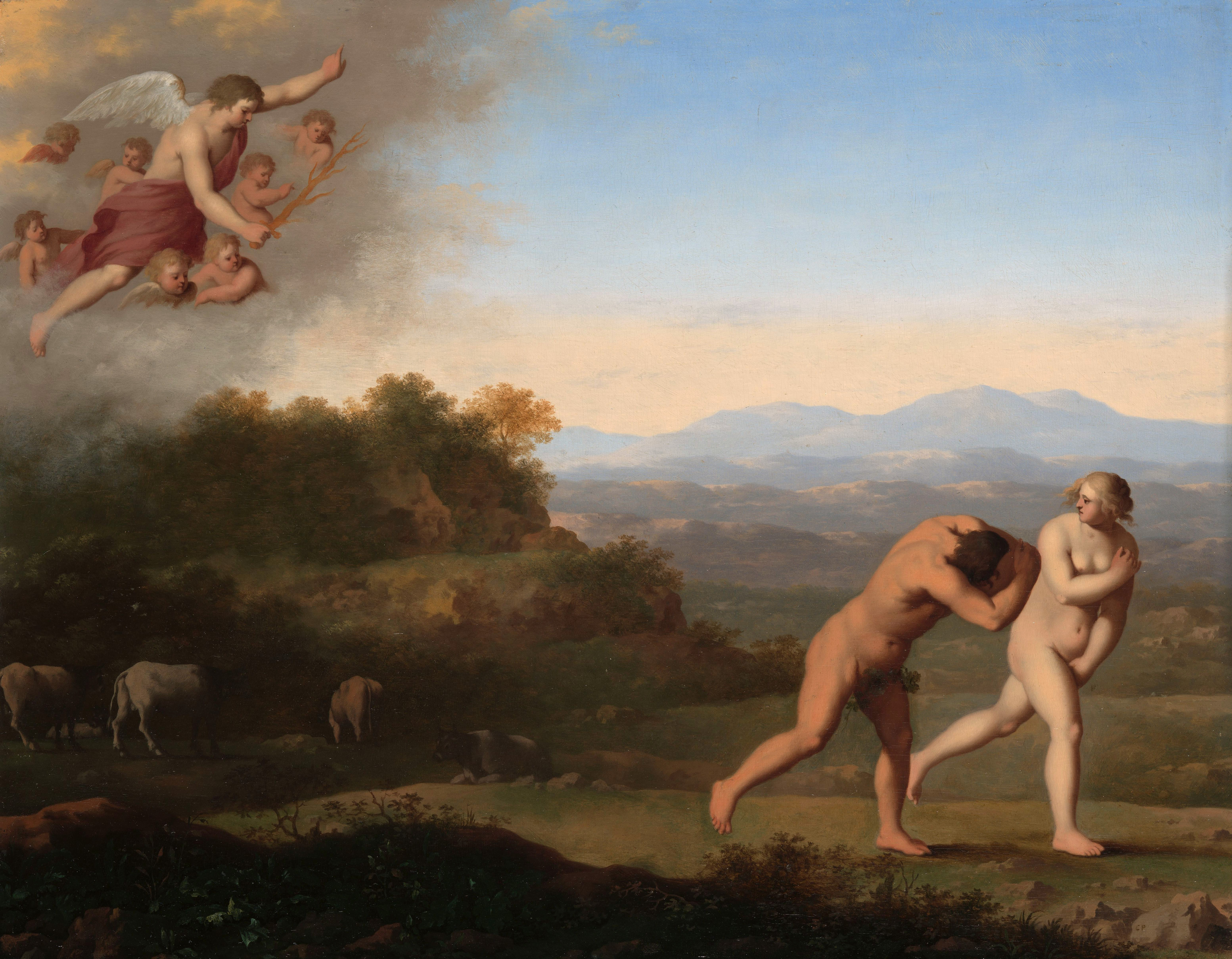
«Пейзаж з вигнанням Адама і Єви з раю», Державний музей, Амстердам
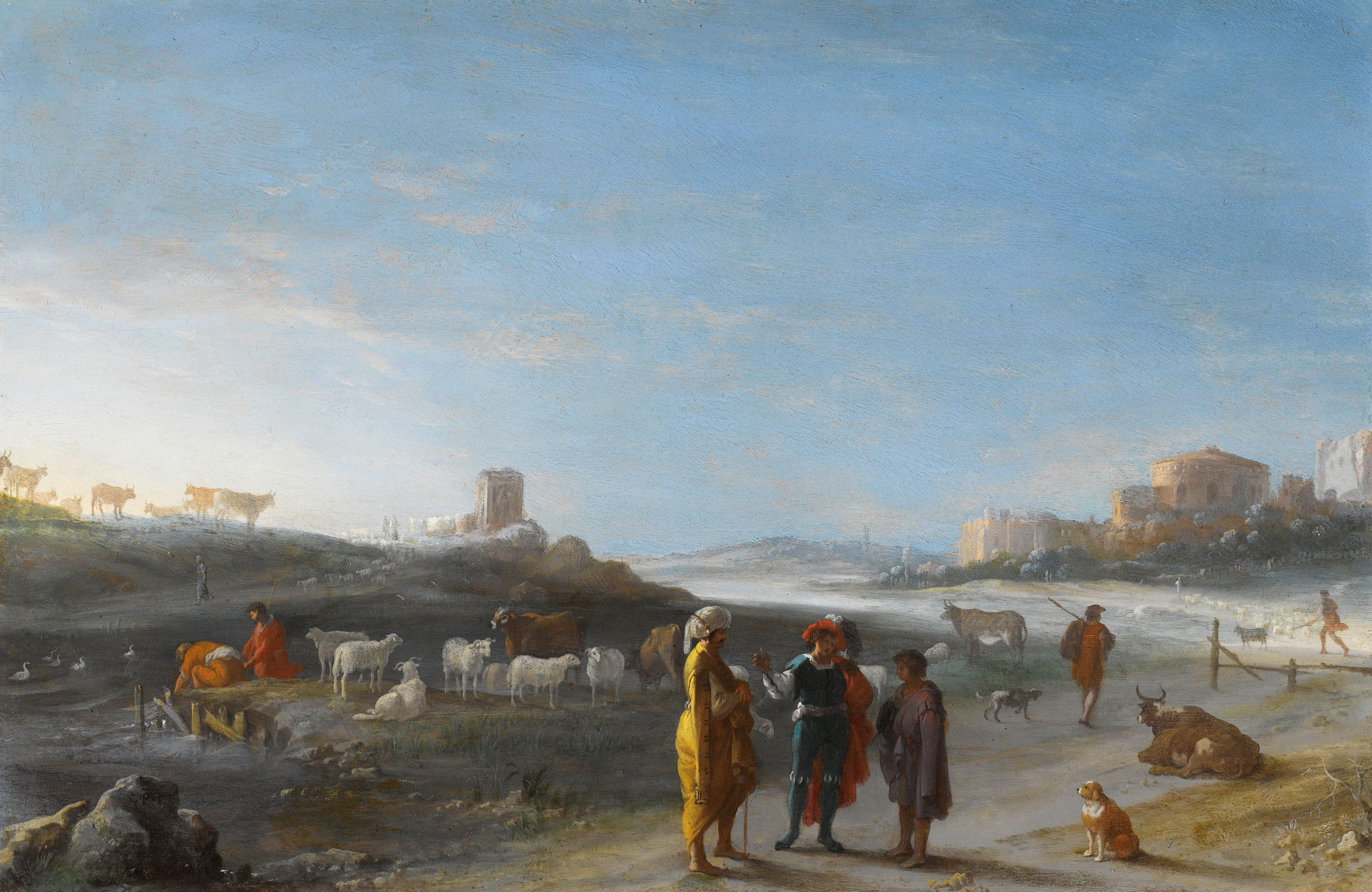
«Фантазійний італійський пейзаж», Державний музей, Амстердам
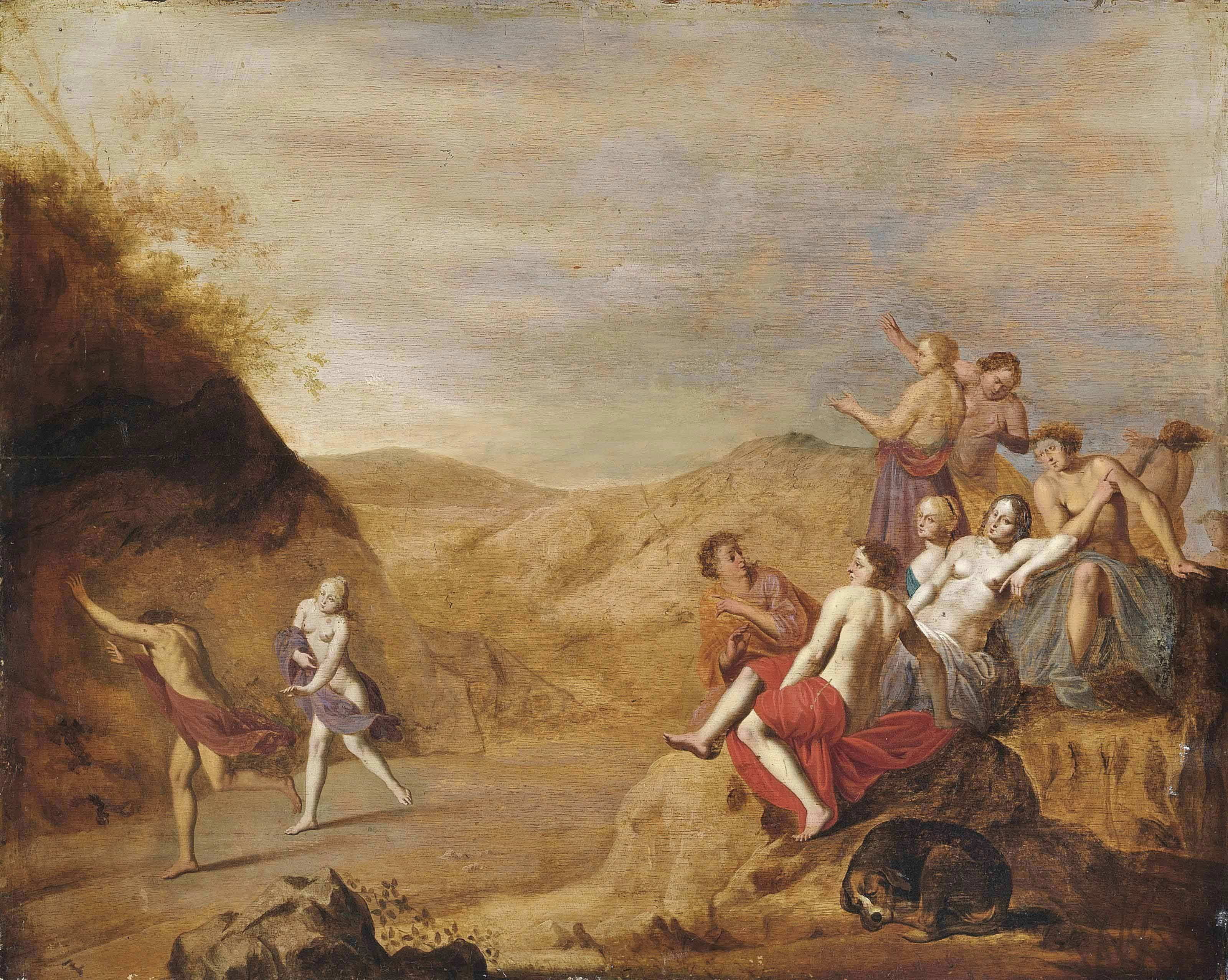
«Скелястий пейзаж з міфологічними персонажами і сплячим собакою»
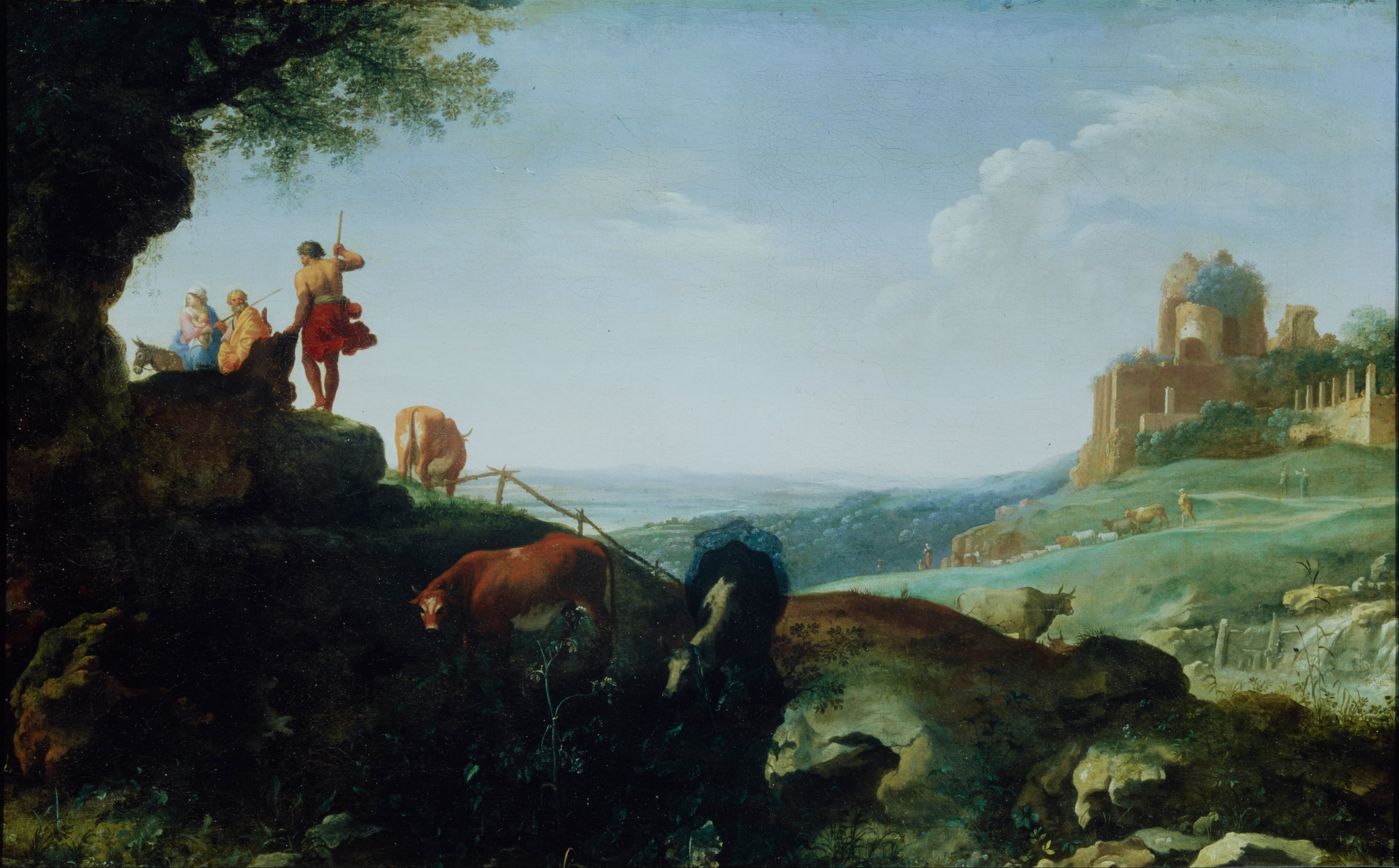
«Пейзаж зі сценою втечі Св. Родини в Єгипет», 1625, Центральний музей, Утрехт.